# Robert Mark (Mediziner)
Robert Emil Mark (* 27. September 1898 in Wien-Hütteldorf; † 12. Mai 1981 in Münster) war ein österreichisch-deutscher Internist.

## Leben
Robert Mark studierte Medizin an der Universität Wien und wurde 1922 promoviert. Er habilitierte sich an der Universität Köln für pathologische Physiologie. 1937 wurde er Oberarzt am Universitätsklinikum Münster und nichtbeamteter außerordentlicher Professor für Innere Medizin. Er war Mitglied des Frontsoldatenbundes Stahlhelm. 1939 wurde er „Beratender Internist“ des Wehrkreises VI und nahm als solcher später an den Kriegshandlungen in Italien teil.
1945 kam es zu einer kurzen Dienstenthebung Marks. Ab 1946 lehrte er weiter und wurde 1948 Ordinarius an der Universität Rostock. Ab 1957 hatte er diese Funktion an der Universität Halle inne. Nach Kontroversen mit der Sozialistischen Einheitspartei Deutschlands wurde Mark 1962 frühzeitig emeritiert. Er lehrte und forschte danach bis 1970 in Münster (Westfalen). 1957 wurde er zum Mitglied der Leopoldina gewählt.

## Werk
Mark befasste sich mit Milzfunktionsstörungen, „Kreislaufregulation bei Lagewechsel und mit vegetativen Störungen“. Von 1939 bis 1944 wirkte Mark an Kurt Gutzeits  „Vergleichender Therapie“ mit, wofür er 1946 kritisiert wurde. In den 1960er Jahren in der Bundesrepublik plädierte er „für die Etablierung von ‚Research Units‘ […], in denen innerhalb von Spezialkliniken eine intensive klinische Forschung ermöglicht werden sollte.“